# Galline in fuga - Chicken Run
Galline in fuga - Chicken Run è un videogioco in stile avventura dinamica del 2000, sviluppato da Blitz Games e distribuito da Eidos Interactive, tratto dal film d'animazione Galline in fuga.

## Modalità di gioco
Il gioco si divide in tre macrolivelli chiamati "Atti", che a loro volta si suddividono in vari sottolivelli.
Lo scopo del gioco è quello di mettere a punto un buon piano per fuggire dall'allevamento dei malvagi signori Tweedy, che vogliono usare le galline per farne dei pasticci di carne.
Ogni atto consisterà a raccogliere gli oggetti utili per mettere a punto gli elaborati piani ideati da Von, intelligentissima gallina, e Gaia, la protagonista. Una volta messo insieme quanto raccolto, si avrà accesso a dei minigiochi che completati porteranno all'effettiva costruzione degli strani marchingegni pensati da Von e Gaia e all'attuazione dei loro piani di fuga.
Oltre a quelli di Gaia, si potranno vestire anche i panni di Rocky, eccentrico gallo, e di Frego e Piglio, due topi che svolgono ogni sorta di compito in cambio delle uova. Durante l'esplorazione della fattoria dei Tweedy bisognerà stare attenti ai cani, ai contadini e agli stessi signori Tweedy, che cercheranno di catturare il giocatore qualora si capiti nel loro campo visivo o si faccia troppo rumore, è se si viene scoperti il giocatore perderà gli oggetti che aveva raccolto. Utile per evitare tutto ciò è il radar che appare sullo schermo; esso indicherà tutti gli obiettivi e i personaggi presenti nell'area con relativo campo visivo. Per via di questi elementi il gioco è stato spesso paragonato sia da pubblico che da critica al celebre Metal Gear Solid.
I livelli sono intervallati da scene tratte direttamente dal film e si possono rigiocare. È disponibile anche una modalità teatro per rivedere tutti i filmati sbloccati durante il gioco.

## Trama

### Atto I
Gaia è una gallina che ha sempre vissuto rinchiusa nell'allevamento dei signori Tweedy, due coniugi scorbutici e con un odio profondo verso le galline. Lei, insieme alla sua amica Von, progetta innumerevoli piani per tentare la fuga insieme alle sue compagne e salvarsi dal destino di diventare un pasticcio di carne, ma puntualmente fallisce. L'ultimo piano progettato è quello di creare un manichino della signora Tweedy e infilarcisi dentro per ingannare i segugi di guardia e scappare dalla fattoria. Tuttavia vengono scoperte e chiuse nuovamente nel recinto.

### Atto II
All'allevamento arriva Rocky, un gallo giunto lì dal cielo che rivela di essere in grado di volare. Trovandosi anche lui imprigionato nell'allevamento, decide di aiutare le galline a scappare. Gaia elabora quindi altri piani di fuga da mettere in atto. Grazie all'aiuto di Rocky, riesce a raccogliere svariati oggetti e a costruire una catapulta con la quale lancia fuori dal recinto alcune galline. Successivamente Gaia e Rocky utilizzano dei fuochi d'artificio come fossero razzi e mettono in salvo altre galline, ma vengono scoperti dal signor Tweedy e portati al tritacarne. Qui Rocky riesce appena in tempo a salvare Gaia, dopo una frenetica corsa fra gli ingranaggi e le lame della macchina.

### Atto III
Rocky scappa come può dalla fattoria lasciando un manifesto del "Gallo Volante", con cui tutti capiscono che lui non poteva volare ma era giunto all'allevamento perché sparato da un cannone da circo. Gaia, molto amareggiata e delusa in quanto innamorata di Rocky, ha comunque un'illuminazione guardando il manifesto e decide quindi di costruire una macchina volante trasformando una delle baracche del pollaio in una sorta di aereo. Tutte le galline si mettono quindi al lavoro e grazie anche all'aiuto dei topi Frego e Piglio, che hanno raccolto il materiale necessario, costruiscono ali, motore e tutto quanto occorre per attuare il piano. I signori Tweedy si accorgono però dell'organizzazione delle galline e quando stanno per catturare Gaia, rimasta a terra per tirare su la rampa di lancio per il decollo della macchina volante, arriva Rocky che le dà una mano, e insieme riescono a sistemare la rampa e a saltare sul marchingegno, chiamato "Vecchia Cassa". Poco prima che si bacino, Gaia e Rocky si accorgono che la signora Tweedy è riuscita ad appendersi alla coda della macchina e sta cercando di risalire. I due allora collaborano e riescono a farla cadere. Gaia dà uno schiaffo a Rocky per essere scappato ma alla fine gli dà un bacio per essere tornato. Ora le galline sono finalmente libere e possono vivere in pace, senza il timore di diventare pasticci di carne.

## Personaggi
- Gaia (doppiata da Donatella Fanfani): la protagonista, una gallina tra le più intelligenti dell'allevamento e determinata a fuggire con ogni mezzo dalla fattoria Tweedy, anche dopo numerosi tentativi falliti.
- Rocky Bulboa (doppiato da Claudio Moneta): un rampante gallo americano che finisce nella fattoria per caso dopo essere stato sparato con un cannone da circo.
- Mrs Tweedy (doppiata da Elda Olivieri): la moglie di Mr. Tweedy, si occupa della gestione economica della fattoria. Una donna gelida e crudele, che detesta le galline. Sogna di diventare ricca, e proprio per questo acquista il macchinario per fare i pasticci di pollo, sperando di ricavarci enormi guadagni.
- Mr. Tweedy (doppiato da Giorgio Melazzi): il proprietario della fattoria, insieme a sua moglie, Mrs. Tweedy. Un uomo un po' tonto, dal carattere bonario e ingenuo, la cui famiglia, come afferma lui stesso, alleva galline da varie generazioni. È l'unica persona ad accorgersi che gli animali stanno tramando un piano di fuga, ma sua moglie lo rimprovera aspramente dicendogli che questo pensiero esiste solo nella sua testa.
- Cedrone (doppiato da Antonio Paiola): il gallo più anziano del pollaio, e anche l'unico, almeno fino all'arrivo di Rocky. In passato era stato la mascotte di un plotone della Royal Air Force, durante la Seconda Guerra Mondiale. Per questo racconta spesso degli aneddoti da lui vissuti durante la guerra, e proprio in uno di questi racconti fa venire in mente a Gaia l'idea di fuggire dalla fattoria a bordo di un aereo. Porta sempre con sé una "medaglia", che in realtà non è altro che una piccola spilla argentata raffigurante un uccello ad ali spiegate, probabilmente ricevuta durante il suo periodo di mascotte.
- Baba (doppiata da Jasmine Laurenti): una gallina grassa e con la cresta azzurra, è la migliore amica di Gaia. Porta sempre con sé dei ferri da calza e sferruzza in ogni momento dei lavori a maglia. Sembra essere fissata con le vacanze.
- Von (doppiata da Silvana Fantini): gallina magra, indossa sempre un paio di rudimentali occhiali. È originaria della Svizzera (infatti parla con un marcato accento tedesco, mentre nella versione originale è scozzese). È una sorta di ingegnere, infatti è a lei che Gaia si rivolge sempre per costruire i marchingegni necessari alla fuga.
- Frego e Piglio (doppiati da Marco Balzarotti): due topi che rubano in giro per la fattoria gli oggetti che servono alle galline per fuggire. In cambio di questo, però, vogliono essere pagati con delle uova.
- I Cani da Guardia: feroci segugi che fanno da guardie al pollaio. Nei livelli ambientati nel pollaio, bisognerà stare attenti a non farsi vedere da loro.
- Tantona: la gallina più grassa. Appare in uno dei minigiochi in cui bisogna fare in modo che Tantona produca più uova possibili entro un limite di tempo.

## Critiche e accoglienza
Il gioco ha ricevuto critiche miste.
Gamesurf loda la fedeltà della trama a quella del film, la grafica discreta e un'esperienza ludica tutto sommato divertente; critica però l'eccessiva ripetitività delle azioni da svolgere, la longevità molto scarsa e il doppiaggio italiano poco curato.
Multiplayer giudica positivi ed esilaranti i minigiochi e i filmati d'intermezzo tratti dal film, mentre stronca completamente la grafica, la longevità ridotta e alcune trovate interessanti nel gameplay che potevano far eccellere il titolo ma che sono state solo abbozzate.
Videogame.it asserisce: "La prima cosa che viene in mente pensando a Galline in Fuga è un'occasione sprecata. Le idee buone ci sono, così come la realizzazione tecnica che non presenta particolari problemi. Probabilmente la volontà di rimanere fedeli alla pellicola ha limitato il prodotto, che risulta veramente ripetitivo e dopo poco tempo noioso. In pratica il primo atto contiene da solo tutti gli elementi del gioco e gli altri due risultano essere una semplice ripetizione, aggiungono veramente poco al gioco e più che altro servono per il proseguimento della trama. Anche l'idea dei sottogiochi non è malvagia, ma viene sfruttata decisamente male, poiché queste sezioni sono molto simili e comunque non risultano particolarmente divertenti. La scarsissima longevità aumenta la sensazione di incompletezza del prodotto, che avrebbe potuto altrimenti collocarsi su piani qualitativi ben più elevati".